# ユーリイ・プリリプコ
ユーリイ・イッリチ・プリリプコ（ウクライナ語: Юрій Ілліч Прилипко、1960年8月11日 - 2022年3月7日）は、ウクライナの政治家。ホストメリ市長だったが、2022年にロシア大統領ウラジーミル・プーチンが起こしたウクライナ侵略戦争の最中ロシア軍により殺害された。

## 経歴
2015年10月25日からホストメリ市長に就任。2022年2月24日からロシア大統領ウラジーミル・プーチンが開始したウクライナ侵略戦争においてウクライナのゼレンスキー大統領はロシア軍の侵攻を食い止める戦場となっていたホストメリ市を含む6つの都市を「英雄都市」に指定した。
3月7日に医薬品と食料を運んでいたところを占領していたロシア兵に射殺された。
複数のヨーロッパの都市の市長が彼の死について哀悼の意を示した。